# Československá obchodní banka
Československá obchodní banka (souvent abrégée en ČSOB) est une banque tchèque. Son nom signifie « Banque commerciale tchécoslovaque ».
Elle est propriété du groupe bancaire belge KBC depuis la privatisation de la banque en juin 1999.

## Histoire

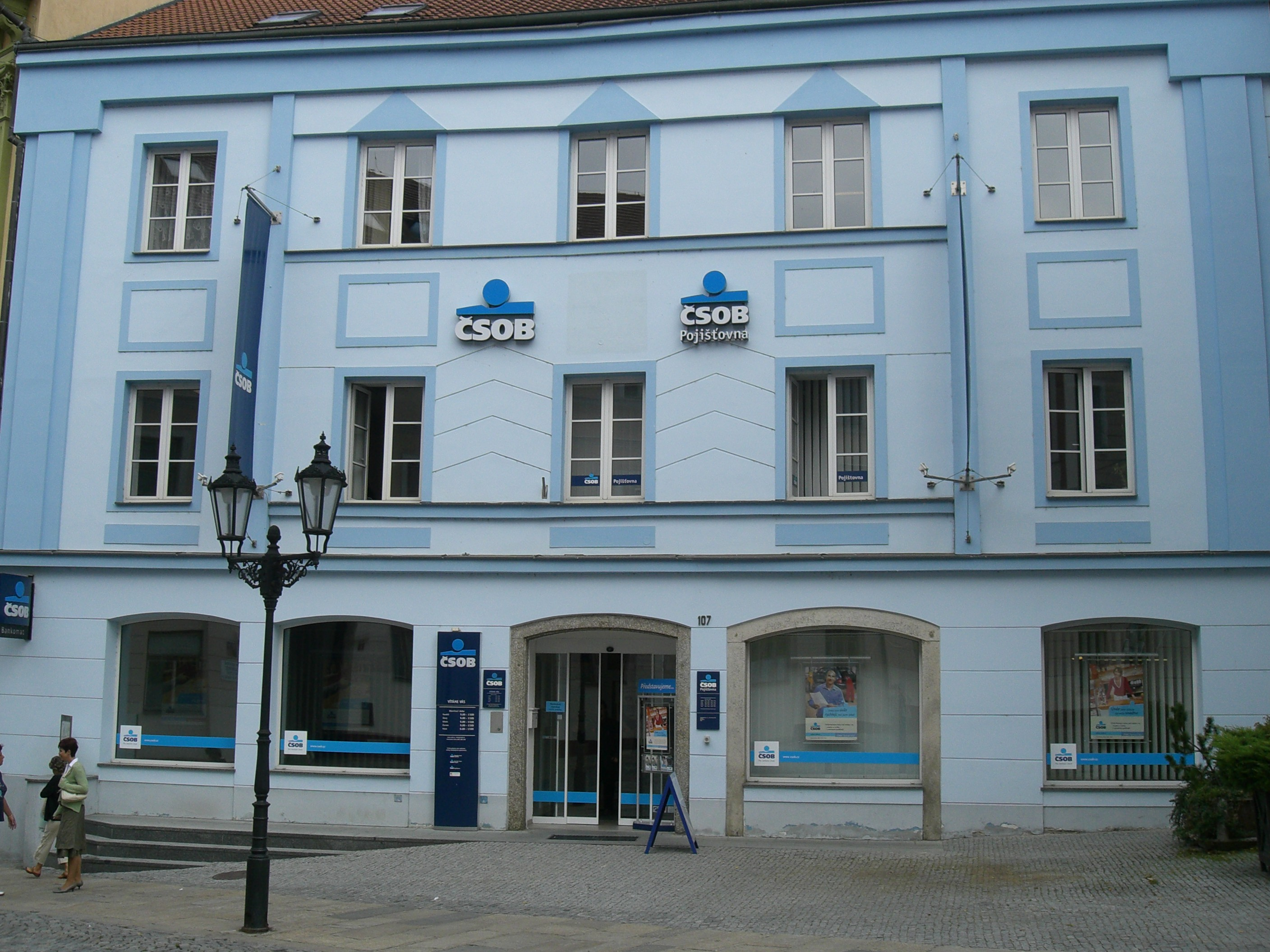
L'une des 210 succursales de la ČSOB.